# 野尻村 (富山県)
野尻村（のじりむら）は、かつて富山県東礪波郡にあった村。村名は中世の野尻郷、近世の野尻組に属し、村内に野尻上の古址があることが由来となっている。

## 沿革
- 1889年（明治22年）4月1日 - 町村制の施行により、礪波郡野尻村、上津村、柴田屋村、高儀村、長源寺村、川除新村、岩武新村、本江村の区域の一部、二日町村の区域の一部、下川崎村の区域の一部及び上川崎村の区域の一部の区域をもって、礪波郡野尻村が発足する。
- 1896年（明治29年）3月29日 - 郡制の施行のため、礪波郡が分割して、東礪波郡が発足により、東礪波郡に所属となる。
- 1941年（昭和16年）4月1日 - 東礪波郡福野町に編入する。